# Octobre 1942
Les événements concernant la Seconde Guerre mondiale sont détaillés dans l'article Octobre 1942 (Seconde Guerre mondiale).

## Événements
- Commission constitué pour doter la langue indonésienne d’une grammaire et adjoindre au vocabulaire courant une terminologie technique et scientifique à la langue indonésienne. L’interdiction du néerlandais favorise les progrès de l’usage de cette langue.
- Mission américaine de Brooke Dolan II et de Ilia Tolstoï au Tibet (1942-1943). Officiellement chargée de négocier avec le gouvernement tibétain la permission de faire voler des avions de matériel de guerre au-dessus du Tibet, elle étudie la possibilité de construire une route à travers le Tibet.
- Record de France de durée et d'altitude en planeur biplace par Henri Foucaud et Pierre Decroo, en octobre 1942 avec 11,30 heures en l'air, contre 7 heures précédemment et une altitude de 3 060 mètres contre les 1 800 mètres de l'ancien record[1].16 heures selon J. Noetinger[2]
- Octobre - Novembre[3] : mouvement de grèves à Lisbonne, rapidement réprimés (1942 et juillet-août 1943).

- 1er octobre : 
  - Premier vol du chasseur américain à réaction Bell P-59 Airacomet.

- 3 octobre : 
  - Premier lancement réussi d'une fusée balistique : la fusée stratosphérique V2 de Wernher von Braun.

- 4 octobre : 
  - Les commandos britanniques pillent Sercq, capturant un soldat allemand.

- 6 octobre : 
  - Institution du travail obligatoire en Belgique.

- 9 octobre : 
  - La fonction de commissaire politique aux armées est supprimée en Union soviétique. Le commandement militaire revient ainsi aux officiers.

- 11 - 12 octobre : 
  - Victoire alliée à la bataille du cap Espérance.

- 13 - 17 octobre : 
  - Mouvement de grève dans le Rhône contre la loi de la relève obligatoire (préfiguration du STO)

- 14 octobre : 
  - Le traversier canadien S.S. Caribou est coulé par le sous-marin allemand U-69 lors de la bataille du Saint-Laurent.

- 16 octobre :
  - Création d'un comité de coordination des mouvements de Résistance zone sud en France.
  - Typhon en Inde ; 40 000 morts.

- 18 octobre : 
  - Hitler publie l'ordre de commando, ordonnant que tous les commandos capturés devront être exécutés immédiatement.

- 20 octobre : 
  - Ouverture à New York de la galerie Art of this Century.

- 21 octobre :
  - Gordon Daniel Conant devient premier ministre de l'Ontario.
  - L'amiral Darlan se rend en Afrique du Nord pour une tournée d’inspection.

- 22 octobre :
  - L'âge de la conscription au Royaume-Uni est abaissé à 18 ans.
  - Opération Flagpole, réunion secrète en Algérie entre les généraux américains et les résistants français afin de préparer le débarquement allié en Afrique du Nord.
  - France : après consultation entre le général De Gaulle et plusieurs dirigeants de la résistance intérieure à Londres, le général Charles Delestraint est choisi pour diriger l’armée secrète, organisation de caractère essentiellement militaire, encadrée par d’anciens officiers de l’armée régulière.

- 23 octobre : 
  - Début de la seconde bataille d'El Alamein. La VIIIe armée britannique, commandée par le général Montgomery, lance une grande offensive qui commence par un bombardement intense.

- 25 - 27 octobre : 
  - Victoire japonaise à la bataille des îles Santa Cruz.

## Naissances
- 1er octobre :
  - Jean-Pierre Jabouille, coureur automobile F1 français († 2 février 2023).
  - Giuseppe Bertello, archevêque italien, président du Gouvernorat de l'État de la Cité du Vatican et de la Commission pontificale pour l'État de la Cité du Vatican depuis octobre 2011.
- 2 octobre : 
  - Marc Kravetz, journaliste français († 28 octobre 2022).
  - Sophia Yilma, femme politique éthiopienne.
- 6 octobre : 
  - Anna Wahlgren, écrivaine suédoise († 7 octobre 2022).
- 10 octobre : 
  - Wojtek Siudmak, peintre hyper-réaliste d'origine polonaise.
- 15 octobre :
  - Penny Marshall, actrice, réalisatrice et productrice américaine.
  - Éric Charden, auteur-compositeur et chanteur français († 29 avril 2012).
- 18 octobre :
  - Juan Tamariz, Magicien Espagne
  - Bernard Volker, journaliste français.
- 20 octobre : 
  - Christiane Nüsslein-Volhard, généticienne, prix Nobel de physiologie 1995.
- 23 octobre : 
  - Michael Crichton, écrivain, scénariste et réalisateur américain († 4 novembre 2008).
- 26 octobre :
  - Marie-Thérèse Bruguière, femme politique française.
  - Bob Hoskins, acteur et réalisateur britannique († 29 avril 2014).
- 27 octobre : 
  - Philip Catherine, guitariste de jazz belge.